# Tajfun Chataan
Tajfun Chataan – cyklon tropikalny, który na przełomie czerwca i lipca 2002 roku nawiedził Japonię oraz wyspy Chuuk, powodując śmierć 54 osób oraz straty szacowane na 60 milionów dolarów. 

## Historia
Tajfun powstał 28 czerwca 2002 roku. Wcześniej nosił status depresji tropikalnej. Do 2 lipca tajfun wędrował przez Ocean Spokojny nie wywołując większych szkód. Wówczas, tajfun dotarł do Wysp Chuuk, wywołując tam silne opady deszczu. Następnie Chataan wędrował w kierunku Japonii. Gdy do niej dotarł zaczął słabnąć, a ostatecznie całkowicie zanikł.

## Skutki
Na wyspach Chuuk, tajfun wywołał silne opady deszczu, które doprowadziły do zniszczenia pól uprawnych. Doszło do kryzysu żywnościowego. W Japonii, Chataan wywołał powodzie i lokalne podtopienia. 
Łącznie w wyniku tajfunu śmierć poniosły 54 osoby, a straty oszacowano na 60 milionów dolarów.
Ze względu na znaczną liczbę ofiar oraz duże straty materialne, nazwa Chataan została wycofana z ponownego użycia w nazewnictwie cyklonów tropikalnych nad Pacyfikiem.